# (33119) 1998 BE15
1998 بي إي 15 (ويعرف أيضًا باسم (33119) 1998 بي إي 15 وفق تسمية الكوكب الصغير) (بالإنجليزية: 1998 BE15)‏؛ هو كويكب ضمن حزام الكويكبات.
اكتُشف هذا الجُرم الفلكي بواسطة تعقب الأجرام القريبة من الأرض في 24 يناير 1998، وترتيبه 33119 من حيث الاكتشاف.

## الوصف
اكتُشف 331191998BE في 24 يناير 1998 في مرصد هاليكالا، الواقع في هاليكالا، هاواي في الولايات المتحدة، بواسطة مشروع تعقب الأجرام القريبة من الأرض (بالإنجليزية: Near-Earth Asteroid Tracking)‏ NEAT. وقد رصد المشروع 1,624 مشاهدة للكويكب إلى غاية 8 أكتوبر 2021 بتوقيت منطقة المحيط الهادئ، أي في مدة قدرها 8,646 يومًا (23.7 عام). تستغرق الفترة المدارية للكويكب 1,580 يومًا (4.3 عام).

## الخصائص المدارية
يتميز مدار هذا الكويكب بنصف محور رئيسي يبلغ 2.66 وحدة فلكية، وحضيض قدره 2.49 وحدة فلكية، وانحراف قدره 0.0613 وزاوية ميلان 13.3 درجة بالنسبة لمسار الشمس. بسبب هذه الخصائص، أي نصف المحور الرئيسي بين 2 و3.2 وحدة فلكية وحضيض أكبر من 1,666 وحدة فلكية، يُصنف هذا الجُرم الفلكي وفقًا لقاعدة بيانات مختبر الدفع النفاث لأجرام النظام الشمسي الصغيرة كائنًا من حزام الكويكبات الرئيسي.

## وصلات خارجية
- (33119) 1998 BE15 في قاعدة بيانات مختبر الدفع النفاث لأجرام النظام الشمسي الصغيرة

- الاكتشاف · مخطط المدار ·  العناصر المدارية · المعلمات المادية

- (33119) 1998 BE15 على موقع ويكي سكاي: DSS2, SDSS, GALEX, IRAS, Hydrogen α, X-Ray, Astrophoto, Sky Map, Articles and images